# Dennis Tedlock
Dennis Tedlock (nacido el 9 de junio de 1939-3 de junio de 2016) fue un académico y mayista estadounidense.
Tedlock fue profesor e investigador de antropología en la Universidad Estatal de Nueva York, en Búfalo. Ostenta también la cátedra McNulty de inglés en la misma universidad.
Obtuvo su doctorado de la Universidad de Tulane en 1968. En 1986 ganó el Premio PEN por su traducción del Popol Vuh el libro sagrado maya quiché. En 1997 recibió la presea del Presidente de la Asociación Antropológica Americana, junto con su esposa, Barbara Tedlock.
Tedlock es uno de los sustentantes y proponentes de la denominada antropología dialógica.

## Obra
Entre otros, Tedlock publicó (en inglés):
- (1972) Finding the center: Narrative poetry of the Zuni Indians. New York: Dial.
- (1978) Coyote and Junco. En W. Bright (Ed.), Coyote stories (pp. 171-177). Chicago: The Chicago University Press.
- (1983) The spoken word and the work of interpretation. Philadelphia: University of Pennsylvania.
- (1999) Finding the center: The art of the Zuni storyteller (2nd ed.). Lincoln: University of Nebraska Press.